# Annie Londonderry

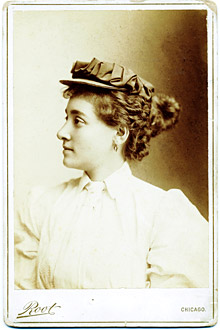
Annie Londonderry

Annie Londonderry, eigentlich Anna Cohen Kopchovsky (* 1870 oder 1871 in Lettland; † 11. November 1947 in New York City) war die erste Frau, die mit einem Fahrrad um die Welt fuhr.

## Leben
Anna Kopchovsky kam als Vier- oder Fünfjährige mit ihren Eltern und Geschwistern aus Lettland in die USA. Sie heiratete 1888 und bekam innerhalb von vier Jahren drei Kinder. Am 27. Juni 1894 verließ sie ihre Familie (zeitweilig), um mit dem Fahrrad die Welt zu umrunden. Sie fuhr zunächst von Boston aus bis nach Chicago. Für diese Strecke brauchte sie vier Monate, was zum einen an falscher Kleidung (langer Rock, geschlossene Bluse) zum anderen am falschen Fahrrad (zu schwer) lag. So gelang es ihr nicht, vor Wintereinbruch die Berge in Richtung Westen zu überqueren. Deshalb beschloss sie, in die entgegengesetzte Richtung nach New York in geeigneter Kleidung (Pluderhosen, Männerjacke) und mit einem leichteren Fahrrad zurückzufahren.
Der angebliche Grund für ihre Reise war eine Wette zwischen zwei Geschäftsleuten aus Boston, die behauptet haben sollen, dass eine Frau eine solche Reise nicht schaffen würde. Diese Wette ist allerdings genau so wenig verbürgt wie die Bedingungen, nach denen sie ohne Geld losfahren, aber 5000 Dollar mit zurückbringen sollte. Um dieses Geld zu verdienen, machte Anna Kopchovsky Werbung, unter anderem für ein Mineralwasser namens Londonderry, weshalb sie für die Fahrt den Namen Annie Londonderry annahm.
In New York bestieg Annie Londonderry ein Schiff nach Frankreich, radelte von Le Havre nach Marseille und bestieg ein weiteres Schiff. Am 23. März 1895 kam sie in San Francisco an. Welche Städte und Länder sie in der Zwischenzeit besuchte und welche Strecken sie mit dem Fahrrad fuhr, ist nicht genau nachzuprüfen. Sicher sind Stationen wie Singapur und Saigon, aber ein von ihr behaupteter Abstecher auf die Schlachtfelder des Japanisch-Chinesischen Krieges ist eher unwahrscheinlich – so wie viele andere Geschichten, die sie unterwegs oder nach ihrer Rückkehr erzählte.
Am 24. September 1895 war Annie Londonderry zurück in Chicago (was als neuer Zielort festgelegt worden war). Nach ihren eigenen Angaben hatte sie damit ihre Wette gewonnen. Es erschien noch ein von ihr verfasster Bericht in einer New Yorker Tageszeitung. Danach gerieten sie und ihre Großtat ins Vergessen.

## Film
2013 erstellte Filmemacherin Gillian Williams einen 27-minütigen Dokumentarfilm über Annie Londonderry: The New Woman: Annie „Londonderry“ Kopchovsky. Der Film wurde im selben Jahr vom US-amerikanischen Council on International Nontheatrical Events (Cine) mit dem Cine Golden Eagle Award in der Kategorie „Independent Division – Documentary Short“ ausgezeichnet.